# Tânger Portuguesa
Tânger Portuguesa (em árabe: طنجة البرتغالية) diz respeito ao período em que Tânger, hoje uma cidade em Marrocos, esteve sob domínio português. A cidade foi controlada por Portugal de 1471 a 1661.

## História

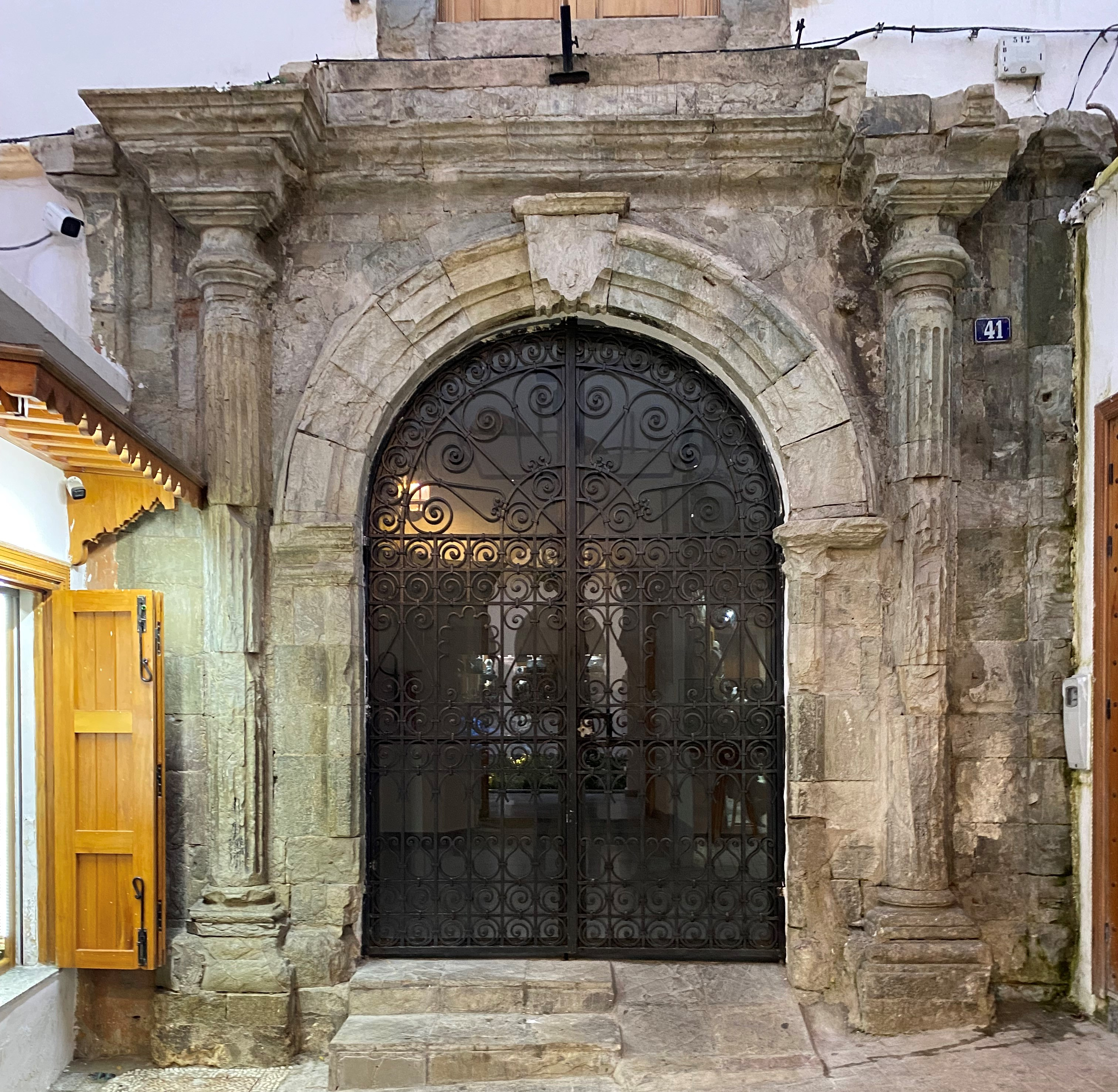
Portal português de Dar Niaba, na medina de Tânger (sécs. XVI ou XVII).

Depois de terem os portugueses conquistado Ceuta em 1415 e iniciado a sua expansão além-mar, Tânger tornou-se um objectivo a tomar. Os portugueses tentaram conquistar Tânger em 1437, que resultou no Desastre de Tânger, em 1458, e 1464 mas só o conseguiram a 28 de Agosto de 1471, depois de terem os seus residentes abandonado a cidade quando se deu a conquista portuguesa de Arzila.
De Arzila, o rei D. Afonso V enviou o marquês de Montemor-o-Novo D. João à cabeça de um forte destacamento de tropas para tomar posse de Tânger e Rodrigo Afonso de Melo ficou como primeiro capitão da praça depois de ter o marquês partido com os seus homens. A guarnição de Tânger contava em 1471 com 40 cavaleiros, 470 peões, dos quais 130 eram besteiros; 10 artilheiros e 6 batedores.
Considerou-se que Tânger era demasiado grande para ser bem defendida com os homens disponíveis, portanto o rei D. Afonso V mandou demolir três quartos da cidade e as muralhas restringidas à parte restante.
Tal como sucedera em Ceuta, a mesquita foi transformada numa sé; foi ainda alvo de trabalhos de restauro. Fora a sé, os portugueses construíram casas ao estilo europeu e capelas ou mosteiros franciscanos ou dominicanos.

### O cerco de Tânger, 1501
O sultão de Fez reuniu um exército de 12000 homens em 1501 para sitiar Tânger. O capitão de Tânger, D. Rodrigo de Castro, foi avisado do ataque pouco antes da chegada do exército marroquino pela guarnição portuguesa de Arzila, que enviara um cão com uma mensagem atada em torno do seu pescoço. O capitão pôs a guarnição em estado de se defender, executou uma sortida para cobrir a fuga dos lavradores e do gado ainda fora das muralhas e, depois de ser ferido na cara e ter perdido 9 homens, entre os quais o próprio filho, retirou-se para a cidade. Depois de pesados combates junto às portas da cidade, o sultão retirou-se com o seu exército quatro dias mais tarde, para tentar atacar Arzila.

### História posterior

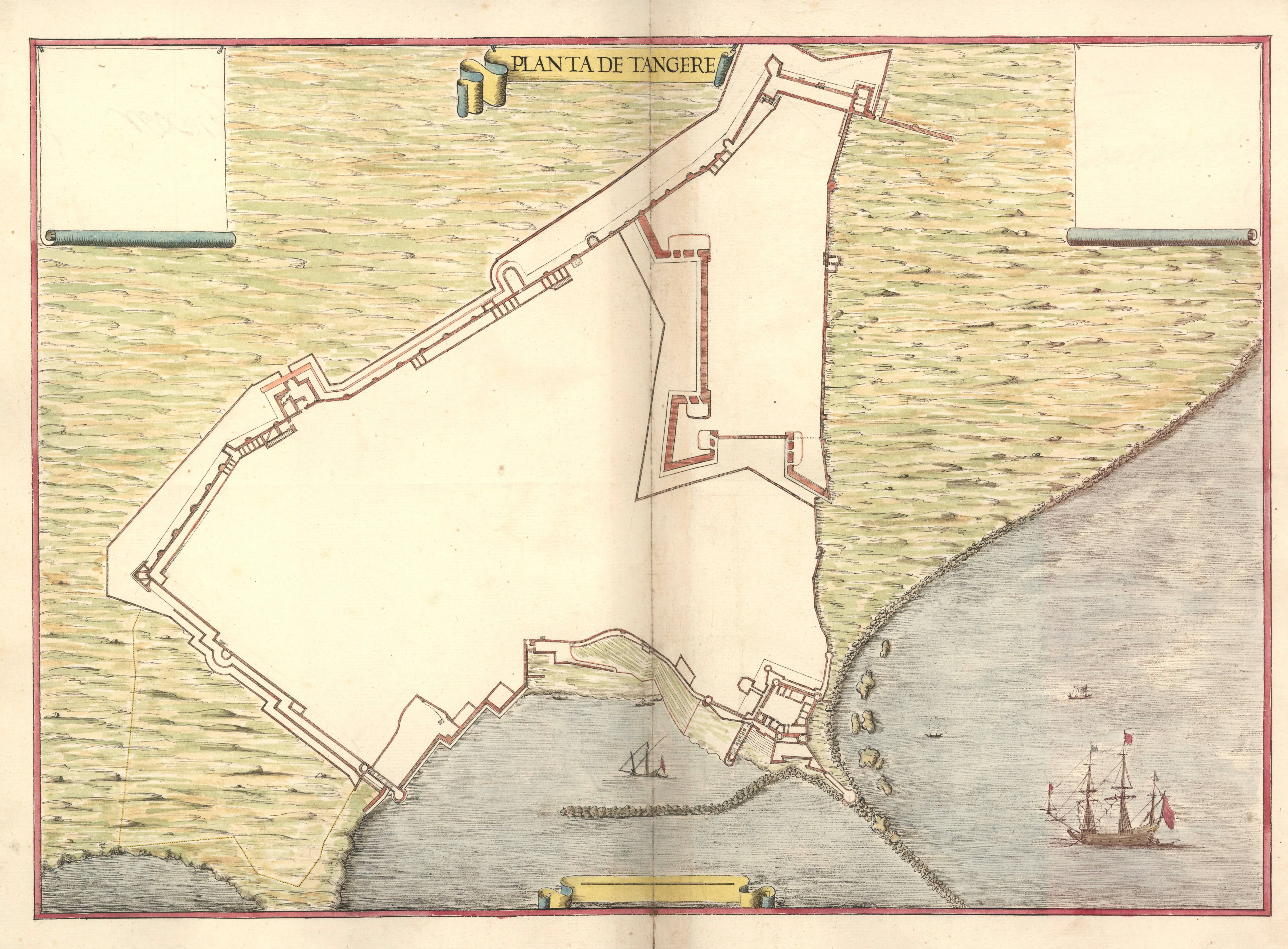
Planta de Tânger portuguesa, por Leonardo de Ferrari, c. 1655.

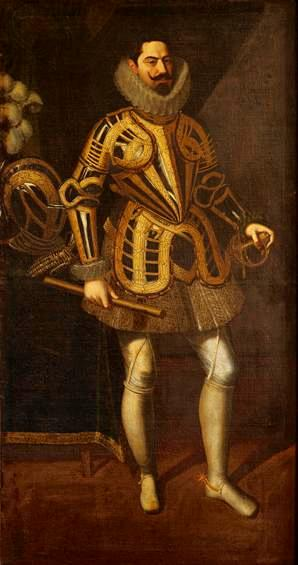
Aires de Saldanha.

Os Oatácidas sitiaram Tânger em 1508 mas debalde.
Em 1508, Duarte de Meneses, futuro governador da Índia, sucedeu oficialmente ao seu pai como capitão de Tânger, embora já estivesse a cumprir as funções de capitão desde o ano anterior. Forjou uma reputação de líder militar formidável em muitos combates em torno de Tânger.
O sultão de Fez Abu Abd Allah al-Burtuqali Muhammad ibn Muhammad sitiou Tânger em 1511. O sultão logrou, porém, demolir parte de um baluarte e penetrar nas muralhas mas os marroquinos foram obrigados a retirarem-se por um contra-ataque encabeçado por D. Duarte de Meneses. Os marroquinos foram novamente rechaçados, em combate urbano, quando tentaram tomar a cidade por assalto no dia seguinte e o sultão abandonou o assédio pouco tempo depois.
A 4 de Abril de 1512, o alcaide de Xexuão Ali Ibn Rashid al-Alam ("Barraxa") e o alcaide de Tetuão Cid Almandri II ("Almandarim") devastaram a região em redor de Tânger e as suas aldeias com 800 cavaleiros, porém foram atacados por 400 cavaleiros e 200 peões de entre a guarnição, comandados por D. Duarte de Meneses e desbaratados, tendo os portugueses capturado avultados despojos."
Na noite de 16 de Setembro de 1533 deu-se um incidente em Tânger: depois de D. Álvaro de Avranches ter entregue a capitania a Gonçalo Mendes Sacoto, quando se preparava para regressar a Portugal, dois marroquinos escalaram a muralha com uma escada perto da Porta da Traição e, ainda que o alarme tenha sido soado, feriram o filho de D. Álvaro, D. Jorge, com uma lança, e também Domingues Gonçalves, antes de fugirem com um africano que capturaram.
O rei D. João III já em 1532 exprimira ao Papa as suas intenções de mandar evacuar algumas fortalezas em Marrocos, porém quando o monarca pediu a opinião a alguns nobres do reino quanto ao assunto em 1534 declarou pretender manter Tânger. As Cortes que se reuniram em 1562 e 1563 após o grande cerco de Mazagão pediram ao rei para que mantivesse Tânger e reforçasse a sua guarnição.
O rei D. Sebastião chegou a Tânger a 6 de Julho de 1578 com uma armada de 50 navios de guerra, 900 navios de transporte, um exército de mais de 15,000 homens e enquanto se deteve na cidade encontrou-se com o sultão deposto de Marrocos, Maomé Mutavaquil, que antes pedira ajuda ao monarca português para recuperar o trono depois de ter sido deposto pelo seu tio Abu Maruane Abedal Maleque I, conhecido como "Mulei Maluco" entre os portugueses. O rei D. Sebstião passou então a Arzila com a sua armada e de lá marchou à cabeça do seu exército para o interior, sendo desbaratado na Batalha de Alcácer-Quibir, na qual morreram em combate todos os três monarcas participantes.
A capitania de Jorge de Mendonça, último capitão nomeado pela Coroa Portuguesa antes da União Ibérica ficou marcada pela adversidade. A guarnição perdera a maioria dos seus cavaleiros e soldados veteranos em Alcácer-Quibir, escasseava a comida, muitos morreram de fome e o mau tempo impediu durante meses que o seu sucessor chegasse à cidade com reforços.
Tânger passou para a posse dos Habsburgos em 1580, juntamente com as restantes possessões ultramarinas portuguesas mas a cidade manteve uma administração e guarnição portuguesa.

Em 1661, Tânger foi oferecida a Inglaterra como dote da princesa D. Catarina de Bragança quando se casou com o rei Carlos II de Inglaterra, juntamente com a ilha de Bombaim e 800,000 libras esterlinas.

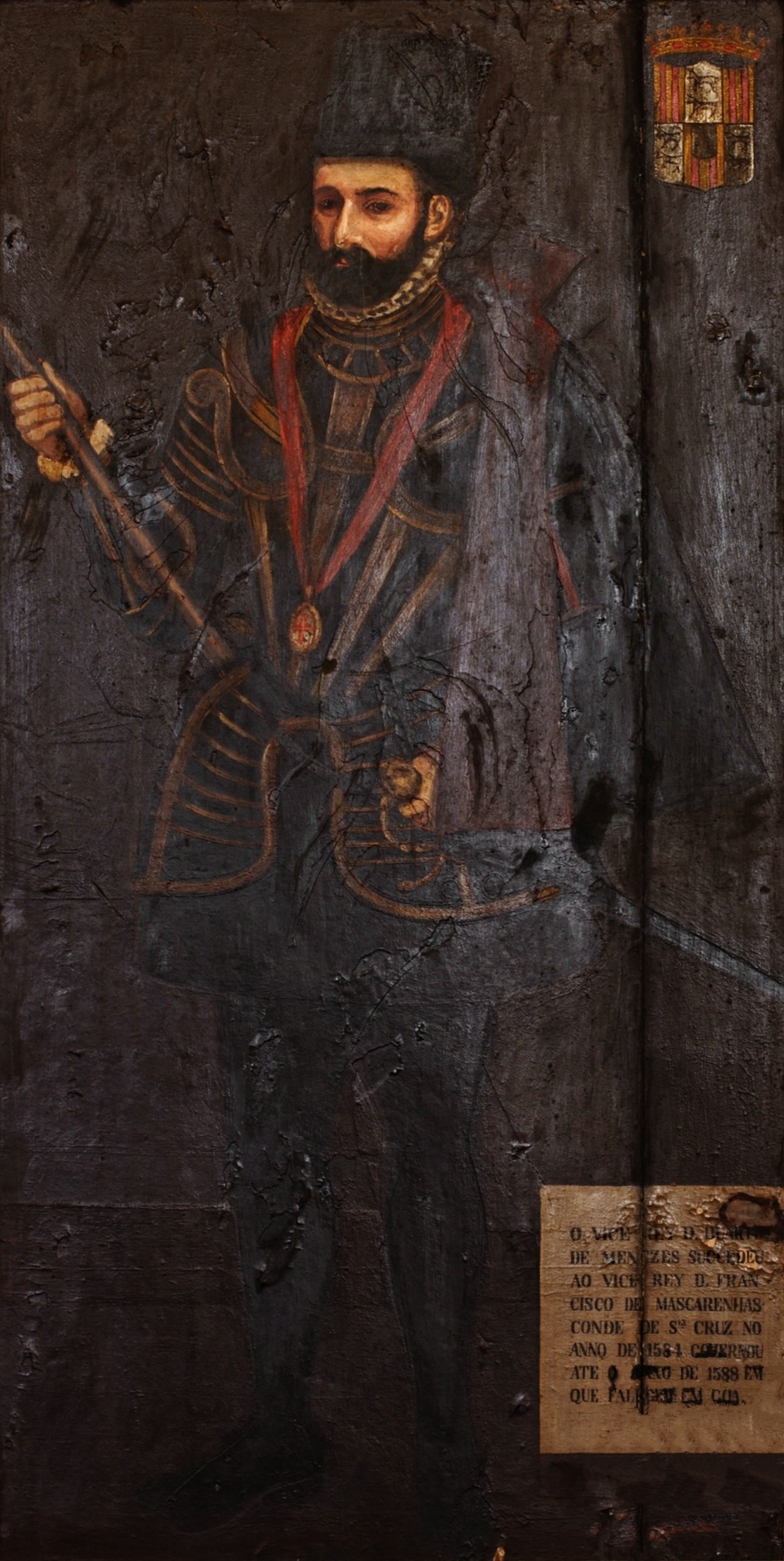
D. Duarte de Meneses.